# Левицкий, Игорь Александрович
И́горь Алекса́ндрович Леви́цкий (4 августа 1993, Москва) — российский хоккеист, нападающий. В настоящее время является игроком хоккейного клуба «ЦСКА», выступающего в КХЛ.

## Карьера
Игорь Левицкий — воспитанник московской команды «Серебряные Акулы». Также выступал за юниорские команды столичных ЦСКА и «Спартака». В матче против «Крыльев Советов», состоявшемся 22 октября 2009 года, Левицкий дебютировал в Молодёжной хоккейной лиге за «Красную Армию».
5 дней спустя в матче с «Алмазом» набрал первый балл за результативность, отдав голевую передачу
. В следующем матче форвард забросил свою первую шайбу в МХЛ (в ворота «СКА-1946»).
На драфте КХЛ—2010 хоккеист был выбран «Атлантом» под 62-м номером, однако предпочёл продолжить карьеру в Северной Америке. Отыграв 1 сезон за команду «Гатино Олимпикс» в главной юниорской лиге Квебека, Левицкий вернулся в Россию и 7 сентября 2011 года впервые вышел на лёд в составе «Мытищинских Атлантов», составив звено нападения с Егором Алёшиным и Александром Кадейкиным.
9 января 2012 года форвард набрал первые очки за подмосковную команду, забросив 2 шайбы и отдав голевую передачу в матче с «Капитаном».
Всего за 3 сезона, проведённых в МХЛ за «Атлантов», хоккеист (с учётом плей-офф) сыграл 120 матчей, забросил 52 шайбы и сделал 61 голевую передачу.
5 сентября 2013 года в матче против «Спартака» Игорь Левицкий дебютировал за «Атлант» в Континентальной хоккейной лиге.
В следующей встрече (с «Югрой») нападающий отдал голевую передачу на Никиту Сошникова.
В ноябре-декабре 2013 года Левицкий также играл в Высшей хоккейной лиге за клуб «Буран». 14 ноября форвард набрал свои первые в ВХЛ баллы за результативность, забросив 2 шайбы с передач Мариса Ясса и Виктора Довганя.
25 января 2014 года Игорь Левицкий забросил первую шайбу и в КХЛ, поразив ворота минского «Динамо»
.
28 июня 2019 года, проведя большую часть предшествующего сезона в фарм-клубе ЦСКА, Левицкий перешел в нижегородское "Торпедо". Контракт был подписан двусторонний, что не исключало его выступления как в основной команде в КХЛ, так и в фарм-клубе "Торпедо-Горький".

## Статистика
|           |                     |       | Регулярный сезон | Регулярный сезон | Регулярный сезон | Регулярный сезон | Регулярный сезон | Плей-офф Кубок Надежды | Плей-офф Кубок Надежды | Плей-офф Кубок Надежды | Плей-офф Кубок Надежды | Плей-офф Кубок Надежды |
| Сезон     | Команда             | Лига  | Игр              | Г                | П                | Очк              | Штр              | Игр                    | Г                      | П                      | Очк                    | Штр                    |
| --------- | ------------------- | ----- | ---------------- | ---------------- | ---------------- | ---------------- | ---------------- | ---------------------- | ---------------------- | ---------------------- | ---------------------- | ---------------------- |
| 2009/2010 | Красная Армия       | МХЛ   | 17               | 3                | 3                | 6                | 6                | --                     | --                     | --                     | --                     | --                     |
| 2010/2011 | Гатино Олимпикс     | QMJHL | 64               | 10               | 17               | 27               | 22               | 5                      | 1                      | 1                      | 2                      | 2                      |
| 2011/2012 | Мытищинские Атланты | МХЛ   | 46               | 10               | 12               | 22               | 14               | 12                     | 2                      | 4                      | 6                      | 2                      |
| 2012/2013 | Атланты             | МХЛ   | 63               | 31               | 40               | 71               | 39               | 4                      | 4                      | 3                      | 7                      | 31                     |
| 2013/2014 | Атлант              | КХЛ   | 25               | 2                | 3                | 5                | 0                | 3                      | 0                      | 0                      | 0                      | 2                      |
| 2013/2014 | Буран               | ВХЛ   | 12               | 4                | 4                | 8                | 0                | --                     | --                     | --                     | --                     | --                     |
| 2013/2014 | Атланты             | МХЛ   | 11               | 11               | 9                | 20               | 2                | 4                      | 3                      | 1                      | 4                      | 2                      |
| 2014/2015 | Атлант              | КХЛ   | 50               | 12               | 8                | 20               | 27               | --                     | --                     | --                     | --                     | --                     |